# Джурадж Бранкович
Джурадж (Георгій) Бранкович (серб. Ђурађ Бранковић; 1377 —  24 грудня 1456) — деспот Сербії у 1427—1456 роках.

## Життєпис

### Боротьба зі Стефаном Лазаревичем
Походив зі знатного сербського роду Бранковичів. Син Вука Бранковича, сербського князя, онук Бранко Младеновича, володаря Охриду. Його мати була донькою сербського князя Лазара Хребеляновича.
1396 року Джурадж успадкував землі в Косово, після того як османами батька було позбавлено влади. Джурадж став вірним васалом султана Баязіда I. Він дозволив розмістити в своїх містах турецькі залоги і разом з іншими сербськими володарями брав участь у Ангорській битві в 1402 році, в якому султан зазнав нищівної поразки від азійського війська Тамерлана. На зворотному шляху Джурадж Бранкович пройшов через Константинополь. З невідомої причини його тут було запроторено до в'язниці. Навпаки, візантійський імператор Мануїл II надав його суперникові — Стефану Лазаревичу (стрийку Джураджа) — підтримку.
Звільнившись з полону, Джурадж попрямував до Сербії суходолом, в той час як Стефан відплив на острів Лесбос за нареченою з впливової генуезької родини Гаттілузіо і сестрою візантійської імператриці — Оленою Гаттілузіо. Повернувшись до Сербії раніше Стефана Лазаревича, Джурадж за підтримки османів зібрав військо і рушив до Рагузи, щоб перехопити там Стефана. Втім останній висадився в Барі, отримав від родича Джураджа II Балшича, князя Зети, військо, з яким Джурадж Бранкович рушив проти ворогів, але зазнав поразки у битві під Грачаніцею.
Джурадж Бранкович був змушений підкоритися Стефану Лазаревичу і визнав себе його васалом. Під час османського міжправління, Джурадж разом з братом Лазаром спільно зі Стефаном Лазаровичом підтримував османського претендента Мусу Челебі проти Сулеймана. У 1410 році в битві поблизу Константинополя, Муса і його союзники зазнали поразки. Стефан Лазаревич сховався в Константинополі, Джурадж Бранкович залишився у Сулеймана, а Вук Лазаревич і Лазар Бранкович були відпущені до Сербії. По дорозі вони потрапили в руки прихильників Муси і були вбиті.
Джураджа Бранкович і Стефан Лазаревич залишилися єдиними представниками своїх династій. Це зблизило їх, 1413 року було укладено мирний договір. Надалі вони разом боролися проти Муси на боці третього сина Баязида — Мехмеда I. У 1413 році звитяжив у битві при Вітоші (неподалік Софії), де претендент Муса зазнав поразки.
Джурадж, з огляду на те, що Стефан Лазаревич не мав синів, оголошується спадкоємцем останнього. При цьому Джурадж отримав від Лазаревича землі з центром у Вучітрині. Володіння Стефана і Джураджа фактично виявилися об'єднані, але на в спадкових землях Бранковичів сильніше відчувалося турецький вплив. Незабаром після цього — 1414 року — Джурадж оженився на родичці колишнього імператора Іоанна VI Кантакузина і теж отримав право на титул деспота.
У 1420-х роках Джураджу разом зі стрийком вдалося приєднати більшу частину земель роду Балшичів в князівстві Зета. Тим самим сербська держава практично повернулося в межі держави Неманичів часів Стефана Дечанського.

### Перше панування
19 липня 1427 раптово помер Стефан Лазаревич, й Джурадж Бранкович успадкував всі його володіння. У 1428 році він був змушений знову визнати себе васалом султана Мурада II. Втім османські війська захопили Ниш, Крушеваць й взяли в облогу Ново-Брдо. Разом з тим турки захопили фортецю Голубац. Втім за допомогою угорських загонів новий сербський деспот завдав поразки у битві при Раваніци.
Водночас Сигізмунд I, король Угорщини, намагався повернути свої міста, передані колись Стефану Лазаревичу, але був витіснений за Дунай турецькими військами. Проте, Джурадж був змушений перенести свою резиденцію з Белграду до Смедерево. При цьому визнавався угорцями баном Мачви. Втім, внаслідок цих військових дій південна і східна частини держави Бранковича були спустошені.
Надалі Джураджу в пошуках стабільності довелося маневрувати між угорцями і османами. Одну доньку він видав заміж за німецького аристократа Ульріха II Целлє, а іншу — до гарему султана Мурада II. Незважаючи на це, в 1437 році Сигізмунд зажадав повернути місто Браничево, а султан Мурад II здійснив кілька руйнівних походів на Сербську деспотовину, яку перетворено на санджак.

### Повалення
1439 року Джурадж Бранокович був змушений тікати до Угорщини, де отримав значні маєтності. Деякий час подорожував королівством, побувавши в Загребі, потім перебрався до Рагузи, відвідав Будву і Бар в князівстві Зета. Бар на деякий час стає столицею тої частини Сербською деспотовини, що залишалася під владою Джураджа. Втім вже 1441 році залишив Бар. Того ж року в полон потрапили сини Джураджа — Стефан і Гргур.
Втрутився у боротьбу за угорський трон, викликану смертю короля Альбрехта. Джурадж брав у ній участь, висунувши як претендента сина Лазаря. Втім угорський трон в результаті дістався польському королю Владиславу з династії Ягеллонів.
Новий угорський король захопився ідеєю хрестового походу проти турків. Джурадж надав йому фінансову допомогу. Восени 1443 року християнське військо вступило в Сербію і завдала поразок турецьким загонам у битвах при Ніші та Златіці, але через морози повернулаося назад. Мурад II, що мав проблеми в інших областях, погодився укласти мир, який було укладено 1444 року в Сегеді. Однією з умов було повернення деспотові Джураджа його володінь.

### Друге панування

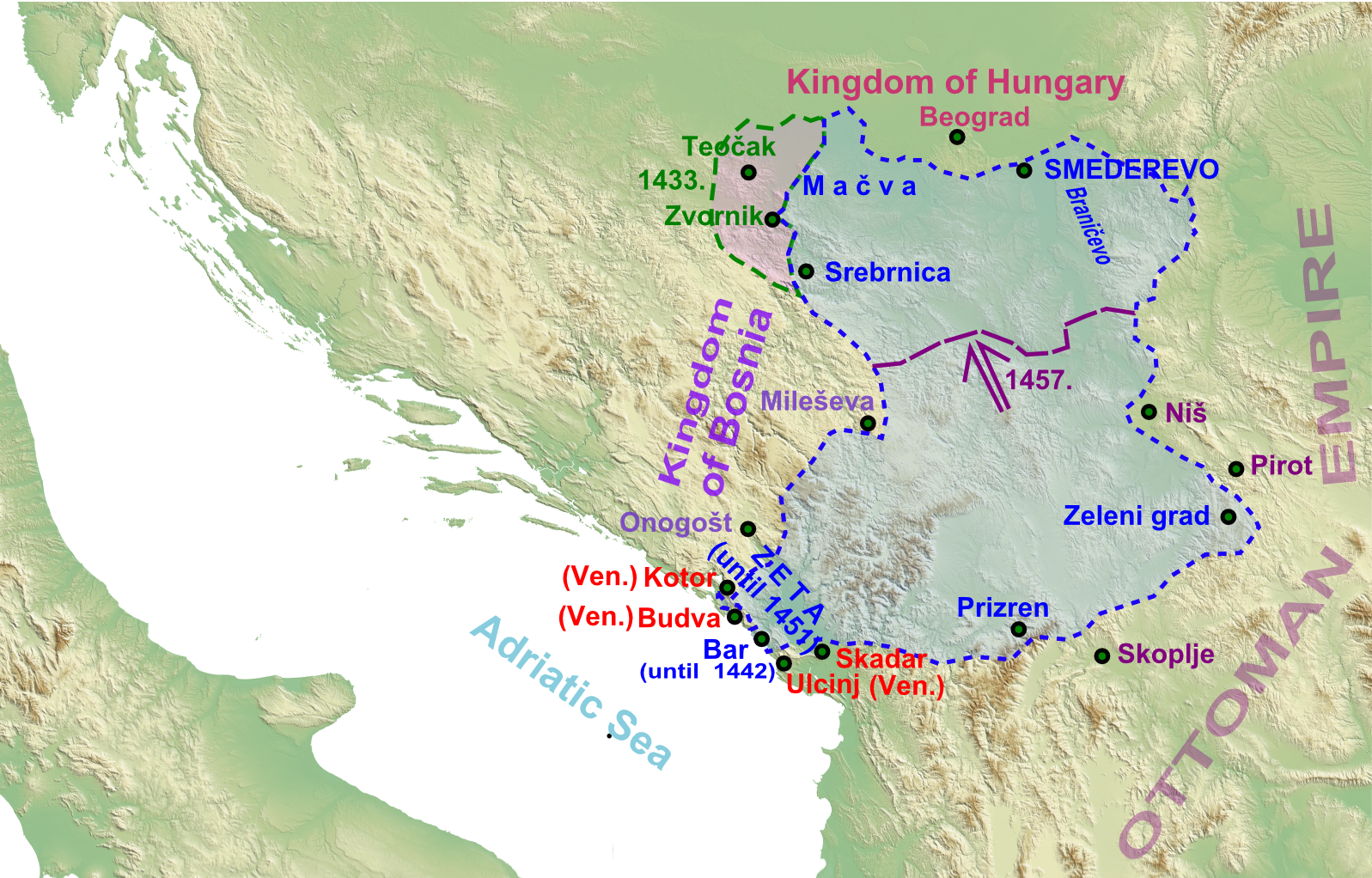
Володіння Джураджа Бранковича у 1450 році

22 червня 1441 року Джурадж Бранкович увійшов до Смедерево. Підготовка до хрестового походу продовжилася без його участі, який закінчився поразкою в битві під Варною 10 листопада 1444 року. Це суттєво послабило становище Сербського деспота.
Втім султан Мурад II деякий час не виступав проти Сербії. В 1446 року Джурадж Бранкович одружив молодшого сина Лазаря з візантійською принцесою і зробив його своїм співправителем (два старших сина були засліплені Мурадом II і не могли претендувати на владу).
У 1448 році угорський магнат і воєначальник Янош Гуньяді рушив проти османів, в результаті чого Джурадж опинився в скрутному становищі. У той час як ворогуючі армії пересувалися територією деспотовини, вибираючи місце битви, Бранкович намагався зберегти нейтралітет. Втім після поразки угорського війська на Косовому полі, Джурадж захопив Гуняді і зажадав компенсацію за завдані сербській землі збитки. Щоб отримати свободу, Янош Гуньяді був змушений залишити заручником свого сина Ласло.
Того ж року намагався відвоювати князівство Зету, але зміг здолати рід Црноєвичів. Після цього похід Джураджа на підкорення східної Боснії також був марним, війська деспота зазнали поразки при Сребрениці.
Після сходження на трон султана Мехмеда II в 1451 році поновилася агресивна політика османів на Балканах. Султан прагнув до того, щоб якомога більше васальних держав перетворити в санджаки. Після захоплення Константинополя 29 травня 1453 року, в якому брав участь і сербський загін, Мехмед II звернув свою увагу на Балкани. Дізнавшись про падіння Константинополя, Джурадж переправив все рухоме майно в свої угорські володіння. У 1454 році турки захопили низку міст в південній частині Сербського деспотату, в результаті чого Зета виявилася відрізана від решти держави.
У 1456 році під час походу, який очолив особисто Мехмед II, було захоплено столицю Джураджа Бранковича — Смедерево, але Белград витримав облогу. Облога переросла у велику битву, в якій Янош Гуньяді очолив спонтанний контрнаступ, в результаті якого було захоплено османський табір. Поранений султан був змушений зняти облогу і відступити.
Після відступу османів деспот Джурадж зміг повернутися до своєї держави, але незабаром після цього помер. Владу успадкував його син.

## Родина
1. Дружина — ім'я невідоме. Дітей не було.
2. Дружина — Ірина, донька Деметрія Кантакузина
Діти:
- Тодор (1415—1428)
- Гргур (1416/1617–1459)
- Стефан (1417—1476), деспот у 1458—1459 роках
- Лазар (1421/27–1458), деспот у 1456—1458 роках
- Мара (1416—1487), дружина османського султана Мурада II
- Катерина (1418—1490), дружина графа Ульріха II Целлє